# Lessozavodsk
Lessozavodsk (en rus Лесозаводск) és una ciutat del krai de Primórie, a Rússia. Es troba a la vora del riu Ussuri, un afluent de l'Amur, a 10 km de la frontera xinesa i a 287 km al nord-est de Vladivostok.

## Història
L'origen de la vila es remunta al 1924 amb la construcció d'una fàbrica prop d'una serradora que pertanyia a un comerciant anomenat Borodine. La vila veïna s'anomenava Dal·les. El 1932 es fusionà amb Novostroika per formar el municipi de Lessozavodsk, que rebé l'estatus de ciutat el 1938.